# フリッツ・アール
フリッツ・アール（Fritz Erle、1875年11月12日 - 1957年11月20日）は、1900年代から1910年代のドイツの自動車技術者、レーシングドライバーである。ベンツ社のワークスドライバーである。

## 経歴
錠前職人としての訓練を受けた後、1894年3月にベンツ社に錠前職人として入った。その後、イルメナウ工科大学で学んだ後、ベンツ社にエンジニアとして入り直した。
1900年に、世界初の水平4気筒エンジンを開発した。これはゲオルク・ディール（Georg Diehl）によって設計されたレース用車両に搭載され、同年7月にフランクフルトに特設されたサーキットで開催されたレースで圧勝した。
1904年にリヒャルト・ベンツとともに同社の設計部門を引き継いだ。1905年にハンス・ニベルとともにベンツ社の車種のラインナップを大幅に改め、売上の改善を図った。
1907年にレース部門の責任者となり、アール自身もドライバーとしてレースに参戦した。1908年に第1回プリンツ・ハインリヒ・トライアルで優勝を果たす。
その後、同社の署名権者の一人となり、第一次世界大戦後も同社に留まり、1935年に引退した。

## 参考資料
書籍
- Karl Ludvigsen (1995-06). Mercedes-Benz Quicksilver Century. Transport Bookman Publications. ASIN 0851840515. ISBN 0-85184-051-5